# Eilema aurantiaca
Eilema aurantiaca är en fjärilsart som beskrevs av Barend J. Lempke 1961. Eilema aurantiaca ingår i släktet Eilema och familjen björnspinnare. Inga underarter finns listade i Catalogue of Life.